# Balle papillon
Pour les articles homonymes, voir Papillon (homonymie).

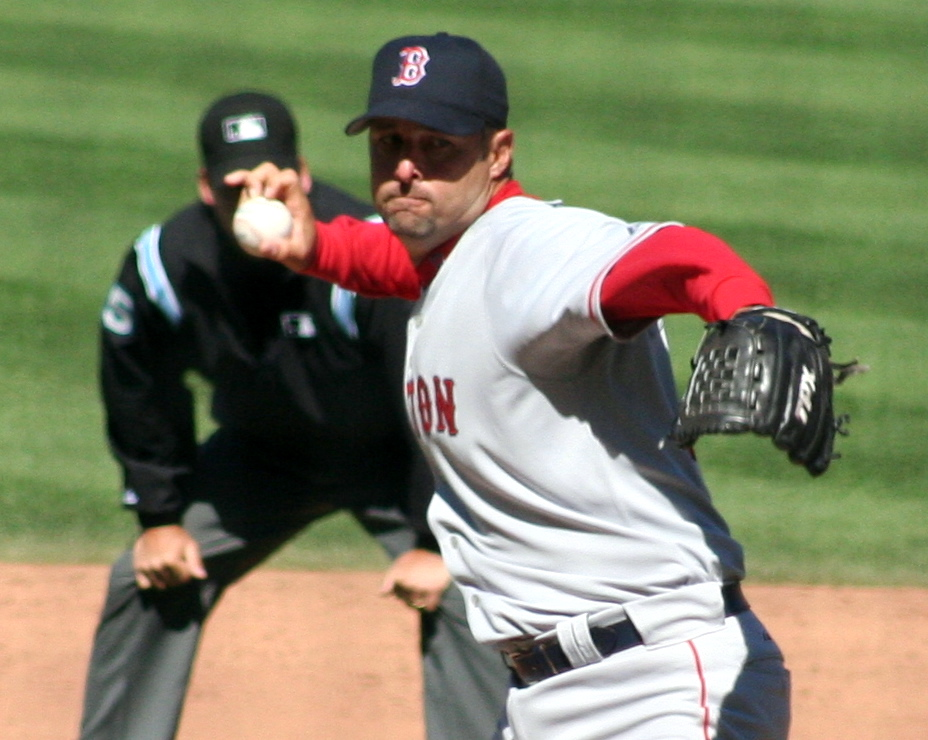
Tim Wakefield en train de lancer une balle papillon. Notez le caractère très particulier de sa prise sur la balle.

Une balle papillon (knuckleball en anglais) est un type de lancer utilisé au baseball. La balle est lancée avec un minimum de rotation, ce qui en rend le mouvement erratique et sa frappe difficile.  En ce cas, il s'avère très difficile pour le frappeur d'en évaluer la trajectoire pour bien la cogner, et pour l'arbitre de la juger comme prise ou balle.
Elle est lancée avec l'index et le majeur recroquevillés sur la balle de telle sorte que l'ongle de ces doigts ait prise sur la balle.

## Lanceurs de balle papillon dans les Ligues majeures de baseball
On dénombre 26 lanceurs de balle papillon ayant joué dans les Ligues majeures de baseball. La liste ne tient compte que des lanceurs dont c'était le lancer principal, excluant ceux qui l'ont essayé seulement à quelques reprises. 
| - Gene Bearden (1947-1953) - Danny Boone (1981-1990) - Jim Bouton (1962-1978) - Wally Burnette (1946-1948) - Tom Candiotti (1983-1999) - Eddie Cicotte (1905-1920) - R. A. Dickey (2001-...) - Jared Fernández (2001-2006) - Mickey Haefner (1943-1950) |  | - Charlie Haeger (2006-2010) - Jesse Haines (1918-1937) - Charlie Hough (1970-1994) - Dutch Leonard (1933-1953) - Ted Lyons (1923-1946) - Lew Moren (1903-1910) - Joe Niekro (1967-1988) - Phil Niekro (1964-1987) |  | - Johnny Niggeling (1938-1945) - Al Papai (1948-1955) - Bob Purkey (1954-1966) - Steve Sparks (1995-2004) - Tim Wakefield (1992-2011) - Hoyt Wilhelm (1952-1972) - Wilbur Wood (1961-1978) - Charlie Zink (2008) |

R. A. Dickey devient en 2012 le premier artiste de la balle papillon à recevoir le trophée Cy Young du meilleur lanceur de la saison. Du groupe ci-dessus, Jesse Haines, Ted Lyons, Phil Niekro et Hoyt Wilhelm sont intronisés au Temple de la renommée du baseball.